# Phare de Ruhnu
Le phare de Ruhnu (en estonien : Ruhnu Tuletorn) est un phare situé sur l'île de Ruhnu au sud de la grande île de Saaremaa, à Türju appartenant à la commune de Ruhnu dans le Comté de Saare, en Estonie.
Il est géré par l'Administration maritime estonienne ,.
Il est inscrit au registre des monuments nationaux de l'Estonie  en date du 23 février 1999.

## Histoire
La première mention d'un phare sur l'île de Ruhnu remonte à l'année 1646, phare qui aurait été construit par les suédois.
Le phare actuel a été construit en 1877 par les Forges et Chantiers de la Méditerranée, une société basée  au port du Havre en France. Il est le point culminant de l'île. Selon des rumeurs, la conception inhabituelle du phare de Ruhnu a été faite par Gustave Eiffel, mais aucune preuve réelle n'a été donnée. La structure du phare est en métal, soutenue par quatre contreforts. La galerie et la lanterne du phare ont été fortement endommagées pendant la Première Guerre mondiale, le phare a été reconstruit en 1937.

## Description
Le phare  est une colonne cylindrique soutenue en « quadripode » carrée en fonte de 40 mètres de haut, avec une galerie et une lanterne. Le phare est peint en brun et la lanterne est rouge. Il émet, à une hauteur focale de 65 mètres, un éclat blanc, rouge et vert selon secteur directionnel, toutes les quatre secondes. Sa portée nominale est de douze milles nautiques (environ 22 km).
Identifiant : ARLHS : EST-011 ; EVA-990 - Amirauté : C-3482 - NGA : 12220 .

## Caractéristique dufeu maritime
Fréquence : quatre secondes (W)
- Lumière : une seconde
- Obscurité : trois secondes

|                             |
| Île Saaremaa (localisation) |

|          |
| Le phare |

|                     |
| Plaque du fabricant |

|  |
|  |

### Lien connexe
- Liste des phares d'Estonie